# TB Tvøroyri
TB Tvøroyri ist der älteste Fußballverein der Färöer und zählt gleichzeitig zu den ältesten im Königreich Dänemark, zu dem die Färöer heute noch gehören. Der Verein ist ebenfalls im Volleyball aktiv.

## Geschichte
Der Verein (vollständig: Tvøroyrar Bóltfelag) wurde am 13. Mai 1892 in Tvøroyri auf der Insel Suðuroy gegründet.
Der damalige Student Poul Effersøe von Suðuroy (* 1871 in Trongisvágur; † 1926 in Tórshavn, später Rechtsanwalt) gilt als Fußballpionier der Färöer. Er kehrte nach seinem Abschluss 1889 in Dänemark auf seine Heimatinsel zurück und machte das Spiel dort bekannt. Drei Jahre später wurde der Verein gegründet. Erst zwölf Jahre später, 1904, folgten HB Tórshavn und KÍ Klaksvík.

## Fußball
TB Tvøroyri ist einer der bekanntesten und über lange Strecken hinweg erfolgreichsten Fußballvereine der Färöer. Vor allem zu Beginn der seit 1942 ausgespielten Meisterschaft konnte sich der Verein ein ums andere Mal als Meister oder Pokalsieger in die Annalen eintragen.
In den 20 Jahren zwischen 1942 und 1962 wurde der Klub viermal Meister, fünfmal Vizemeister und konnte den färöischen Pokal viermal für sich entscheiden.
Dieser glorreichen Epoche folgte jedoch ein schleichender Niedergang, als zwischen 1962 und der Gründung der färöischen Fußballliga (heute Betrideildin, vorher 1. Deild) größere Erfolge zu schwinden begannen.
Mit Beginn der 1. Deild 1976, die aus sieben Mannschaften bestand, erlebte TB Tvøroyri die erfolgreichste Phase seiner Geschichte. Der Verein wurde erster Meister der neu gegründeten Liga und war bis 1982 immer unter den besten zwei Mannschaften. Zudem stand TB in diesen sechs Jahren dreimal im Pokalfinale.
An diese große Epoche der Vereinsgeschichte sollte TB Tvøroyri jedoch nie mehr anknüpfen können. Ein letzter Meistertitel 1987 ließ noch einmal aufhorchen. Doch im Jahr darauf wurde die 1. Deild auf 10 Mannschaften aufgestockt und der Titelverteidiger musste 1988 als Neunter der Tabelle zum ersten Mal in seiner Geschichte absteigen. Der Abstieg hätte nicht rascher kommen können: Vom Meister zum Absteiger innerhalb eines Jahres.
Von diesem Misserfolg konnte sich der Klub nicht mehr erholen. Zwar folgte 1989 der erste Aufstieg, doch in den Jahren 1990–1995 befand sich TB Tvøroyri nur mehr in der unteren Hälfte der Tabelle. Mit dem Abstieg 1996 ist der Verein zu einer wirklichen Fahrstuhlmannschaft geworden. Den Aufstiegen 1997, 2001 und 2004 standen die sofortigen Abstiege 1998, 2002 und 2005 gegenüber.
Ende 2007 gab es Überlegungen, die Mannschaften der Insel Suðuroy zusammenzuschließen. Während die Mitglieder von Royn Hvalba dafür stimmten, entschieden sich die Mitglieder von TB Tvøroyri gegen den Zusammenschluss. 2009 sowie 2010 belegte der Verein in der 1. Deild den dritten Platz, nachdem zuvor drei Mal in Folge als jeweils Viertplatzierter der Aufstieg in die Vodafonedeildin verpasst wurde. 2011 schien der Aufstieg erneut verfehlt zu werden, als vor dem letzten Spieltag gegenüber der punktgleichen Mannschaft von AB Argir eine um sechs Tore schlechtere Tordifferenz zu Buche stand, durch einen 11:0-Sieg gegen EB/Streymur II sowie einem 6:1-Sieg von AB Argir gegen FC Hoyvík konnte dieser Rückstand allerdings noch ausgeglichen und der Aufstieg durch die mehr erzielten Tore erreicht werden. Das entscheidende Tor für TB fiel per Elfmeter in der sechsten Minute der Nachspielzeit. In der ersten Liga gelang dann nur aufgrund der mehr geschossenen Tore gegenüber B68 Toftir, die sowohl punktgleich waren als auch dieselbe Tordifferenz besaßen, der Klassenerhalt. Im direkten Duell am letzten Spieltag fehlte B68 beim 4:1-Auswärtssieg somit nur ein Tor zur Vermeidung des Abstiegs. Ein Jahr später folgte dann für TB durch einen neunten Platz in der Abschlusstabelle der Gang in die zweite Liga, in der souverän der erste Platz belegt wurde, womit der Wiederaufstieg glückte.
Anfang 2017 schloss sich TB Tvøroyri mit FC Suðuroy und Royn Hvalba zum in der Betrideildin antretenden Verein TB/FC Suðuroy/Royn zusammen. Ende 2018 wurde die Fusion wieder aufgelöst. Nach zwei achten Plätzen in der ersten Liga wurden 2021 nur drei Unentschieden in 27 Spielen erreicht, was den Abstieg zur Folge hatte. Durch einen dritten Platz in der 1. Deild gelang der direkte Wiederaufstieg, um ein Jahr später als Letztplatzierter erneut den Gang in die Zweitklassigkeit antreten zu müssen.

### Stadion

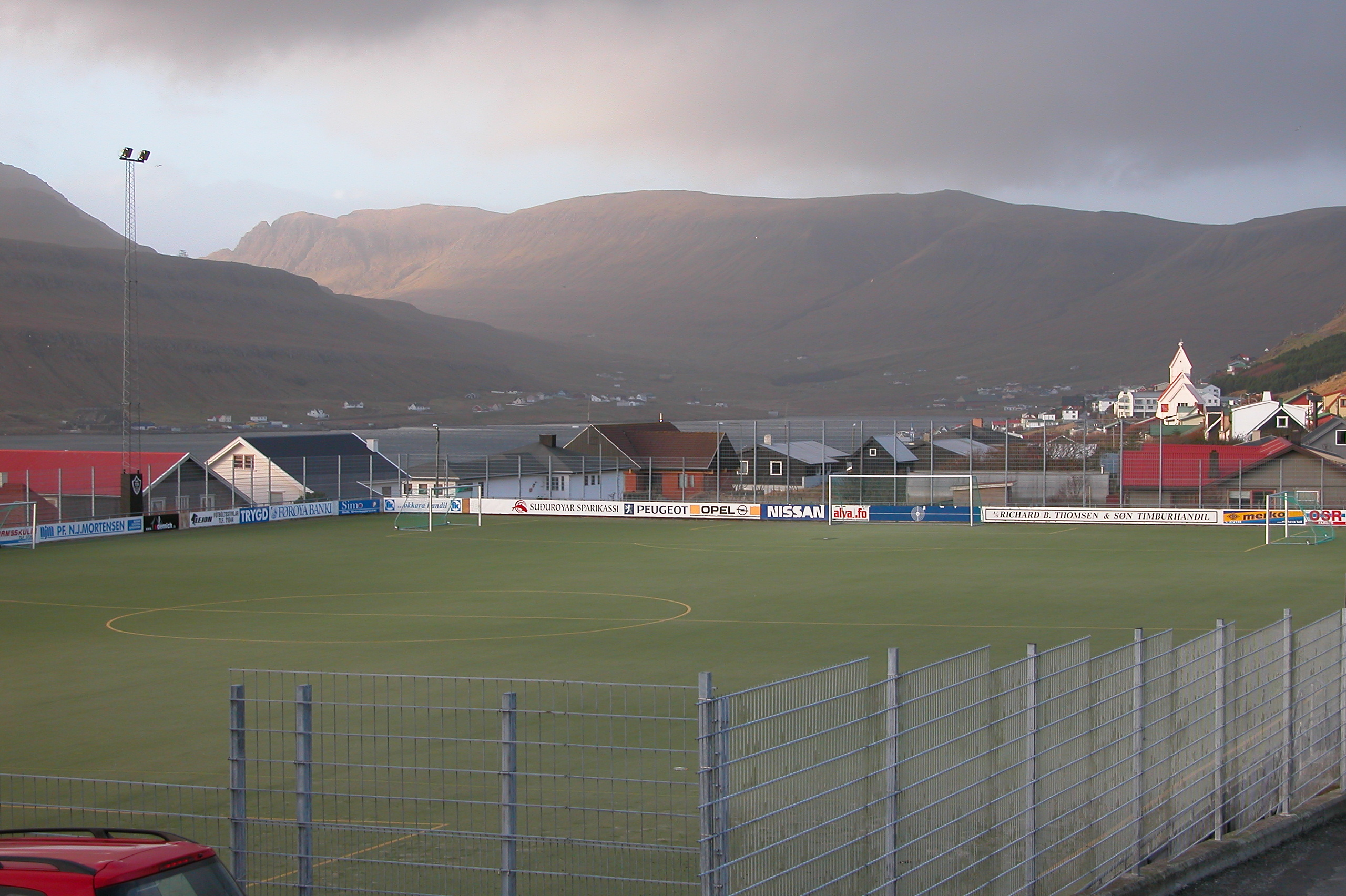
Altes Stadion Sevmýri.

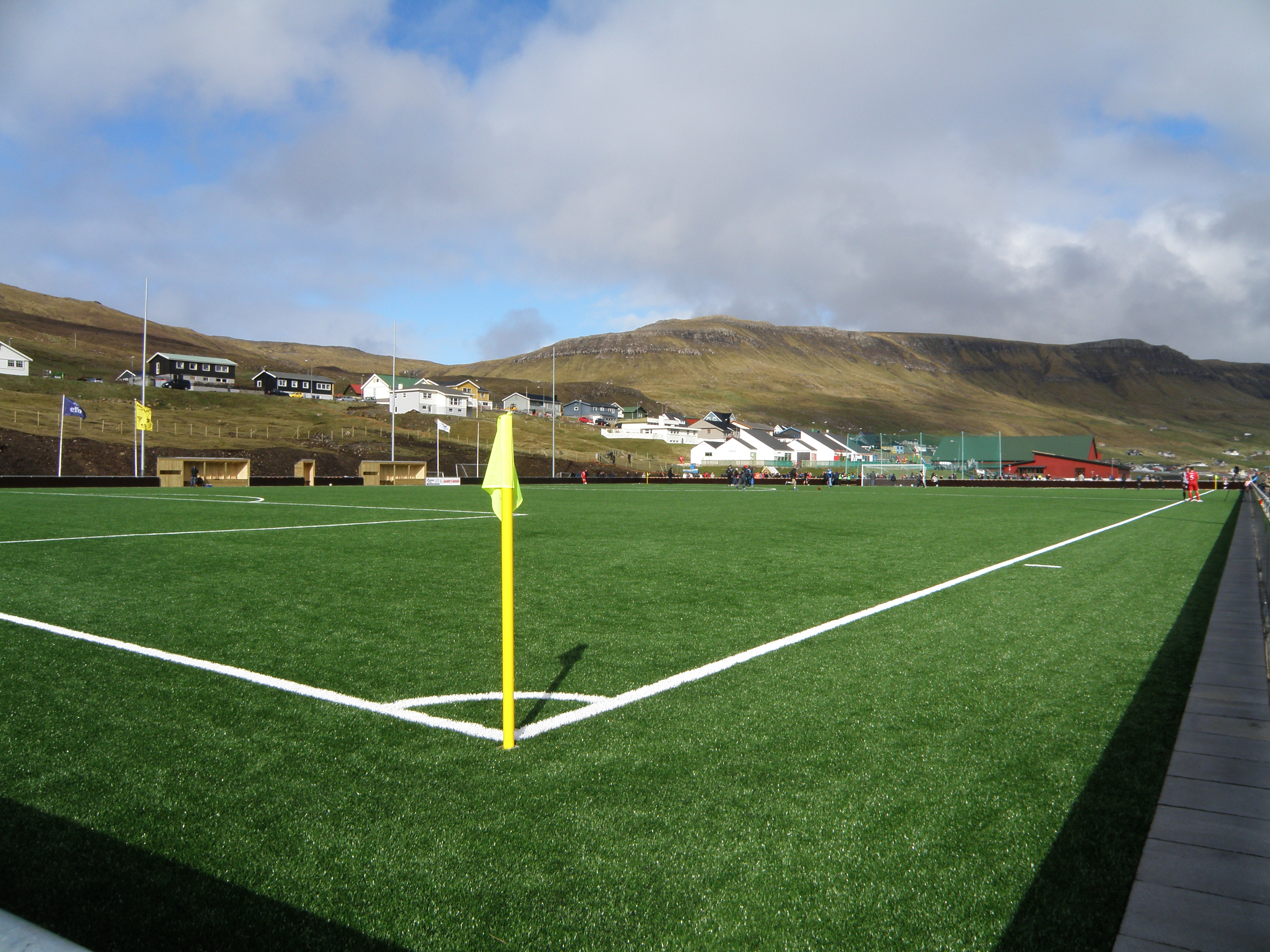
Neues Stadion við Stórá.

Bis Ende 2010 spielte TB Tvøroyri im Stadion Sevmýri, 2011 wurde auf Á Skørðunum in Hvalba ausgewichen. Seit April 2012 werden die Spiele im neu erbauten Stadion við Stórá, welches in Trongisvágur liegt, ausgetragen. Das Eröffnungsspiel gewann TB am 29. April 2012 mit 1:0 gegen ÍF Fuglafjørður.

### Trainer
- Kent Falkenvig (1978)
- Henning Sejstrup Jensen (1979–1980)
- Preben Rasmussen (1981)
- Frank Skytte (1982)
- Henrik Thomsen & Sigmund Nolsøe (1983)
- Benadikt Valdisson (1984)
- John Rødgaard (1985)
- Egill SteinÞórsson (1986–1987)
- Svend Petersen (1988)
- Per Henning Jensen (1990)
- Finn Røntved (1991–1992)
- Dánjal Hovgaard (1993)
- Jacek Burkhardt (1994)
- Frank Skytte (1995)
- Sigvald Steinkross (1995)
- Rolf Christensen (1996)
- Zoran Pavlovic (1998)
- Egill Steinþórsson (1998)
- Håkon Winther (2001)
- Milan Cimburovic (2001)
- Zoran Mancic (2002)
- Lynge Nielsen (2002)
- Jón Johannesen (2002)
- Jón Johannesen (2004)
- Milan Milanović (2005)
- Oddbjørn Joensen (2006)
- Jan Nielsen (2007)
- Milan Cimburovic (2007)
- Krzysztof Popczynski (2007–2008)
- Jón Johannesen (2008)
- Pól F. Joensen (2009)
- Jón Johannesen (2010–2011)
- Milan Kuljić (2012)
- Hans Fróði Hansen (2013)
- Bill Mc. Leod Jacobsen (2013)
- Páll Guðlaugsson (2013–2015)
- Robert F. Roelofsen (2016)
- Sigfríður Clementsen (2016)
- Zoran Pavlovic (2019)
- Karl Øster & Tórður Holm (2019)
- Michael Winter (2020–2021)
- Karl Øster (2021)
- Lars Heiliger (2021)
- Helen Nkwocha (2021)
- Dan Jensen (2022)
- Karl Øster (2023)
- Zoran Pavlovic (2023)
- Tummas Djurhuus (2023)
- Markus Thorberg (2024)

### Bekannte Spieler

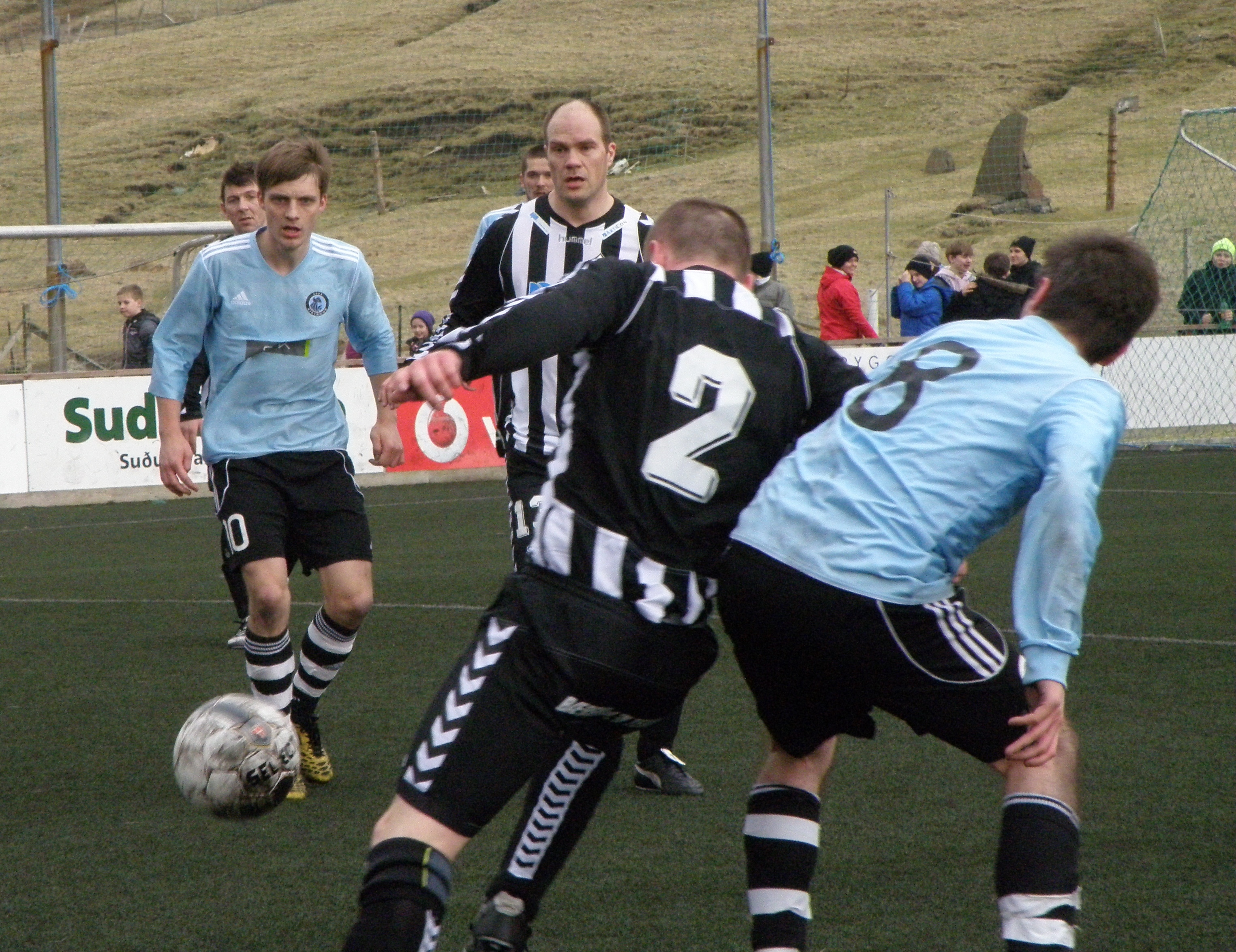
TB Tvøroyri (schwarz-weiß) im Spiel gegen Víkingur Gøta (hellblau) 2012.

Aufgelistet sind alle Spieler, die mindestens zehn Spiele für die Nationalmannschaft absolviert haben.
- Hans Fróði Hansen (2012–2013)
- Óli Johannesen (1988–1995, 1998–2000, 2002–2008, 2010–2016)
- Jens Erik Rasmussen (1995)
- Gilli Sørensen (2009, 2011–2012)

Rekordspieler der ersten Liga ist Óli Johannesen mit 195 Spielen. Henrik Thomsen erzielte mit 73 die meisten Tore in der Betrideildin (Stand: Ende 2023).

### Erfolge

#### Titel
- 7× Färöischer Meister: 1943, 1949, 1951, 1976, 1977, 1980, 1987
- 5× Färöischer Pokalsieger: 1956, 1958, 1960, 1961, 1977

#### Ligarekorde
- Höchster Heimsieg: 13:1 gegen VB Vágur (1950)
- Höchste Heimniederlage: 2:9 gegen HB Tórshavn (29. September 1996)
- Höchster Auswärtssieg: 7:0 gegen MB Miðvágur (10. September 1978)
- Höchste Auswärtsniederlage: 0:10 gegen KÍ Klaksvík (15. August 1998)
- Torreichstes Spiel: TB Tvøroyri gegen VB Vágur 13:1 (1950)
- Ewige Tabelle: 5. Platz

### Frauenfußball
Das Frauenteam von TB spielte als Gründungsmitglied der 1. Deild nur eine Spielzeit in der höchsten Spielklasse und konnte dabei auch nur einen einzigen Sieg erringen. In Gruppe A wurde infolgedessen der letzte Platz belegt, was im Abstieg resultierte.

#### Ligarekorde
- Beste Ligaplatzierung: 12. Platz (1985)
- Höchster Heimsieg: 3:1 gegen ÍF Fuglafjørður (1985)
- Höchste Heimniederlage: 0:3 gegen HB Tórshavn (1985), 0:3 gegen KÍ Klaksvík (1985)
- Höchste Auswärtsniederlage: 0:4 gegen GÍ Gøta (1985)
- Torreichstes Spiel: KÍ Klaksvík–TB Tvøroyri 4:1 (1985)
- Ewige Tabelle: 28. Platz

## Volleyball
Die Volleyballabteilung von TB Tvøroyri war nur bei den Frauen erfolgreich. 2002 gelang das Double aus Meisterschaft und Pokal, danach folgten drei weitere Pokalsiege sowie 2014/15 die zweite Meisterschaft. Bei den Männern wurde in der letzten Saison keine Mannschaft gestellt.

### Erfolge
- 2× Färöischer Meister der Frauen: 2002, 2015
- 5× Färöischer Pokalsieger der Frauen: 2002, 2003, 2004, 2006, 2017